# سوزان تراورز
سوزان مری جیلیان تراورز (زاده ۲۳ سپتامبر ۱۹۰۹ - درگذشته ۱۸ دسامبر ۲۰۰۳) پرستار و راننده آمبولانس بریتانیایی بود که در طول جنگ جهانی دوم در صلیب سرخ فرانسه خدمت می‌کرد.  او بعداً تنها زنی شد که در لژیون خارجی فرانسه نام‌نویسی کرد و در طول جنگ اول هندوچین نیز در هندوچین فرانسه خدمت کرد.

## اوایل زندگی
تراورز در کنزینگتون به دنیا آمد و سالهای اولیه خود را در انگلستان گذراند، او دختر فرانسیس ایتون تراورز، آدمیرال نیروی دریایی پادشاهی بریتانیا و النور کاترین بود.

## جنگ جهانی دوم
در آغاز جنگ جهانی دوم، تراورز به عنوان پرستار به صلیب سرخ فرانسه پیوست. بعدها، او در سال ۱۹۳۹ راننده آمبولانس با نیروی اعزامی فرانسه به فنلاند رفت.  پس ازنبرد فرانسه، او به لندن رفت و به فرانسوی‌های آزاد تحت رهبری شارل دو گل پیوست. در سال ۱۹۴۲، او در جریان لشکرکشی سوری لبنانی، که طی آن نیروهای متفقین به سوریه و لبنان حمله کردند و سوریه و لبنان را از فرانسوی‌های ویشی گرفتند، او در تیپ ۱۳ نیمه لژیون خارجی به عنوان راننده افسر پزشکی خدمت کرد و در آنجا لقب «خانم» را به دست آورد. 
نیمی از تیپ ۱۳ در تیپ ۱ از لشکر ۱ آزاد فرانسه به فرماندهی سرهنگ ماری پیر کونیگ ادغام شد. تراورز به عنوان راننده وی منصوب شد. و ایندو وارد رابطه عاشقانه ای شدند. 
در ماه مه ۱۹۴۲، اولین تیپ آزاد فرانسوی در بیر حکیم ، انتهای جنوبی خط ارتش هشتم بریتانیا در غزاله در لیبی مستقر شد. همان‌طور که ارتش پانزر آفریقا برای حمله به خط بریتانیا آماده می‌شد، کونیگ دستور داد همه زنان از منطقه خارج شوند. نیروهای محور در ۲۶ مه حمله کردند و نبرد غزاله و نبرد بئر حکیم آغاز کردند. اندکی بعد، تراورز به کاروانی در قسمت عقب ملحق شد و کونیگ به او اجازه داد تا به بئر حکیم بازگردد، زیرا به نظر می‌رسید حمله نیروهای محور شکست خورده بود. طی دو هفته بعد، نیروهای محور به حملات خود ادامه داد و  بئر حکیم را به شدت گلوله‌باران و بمباران کرد. در طول بمباران، یک گلوله به سقف ماشین کونیگ اصابت کرد. تراورس با کمک یک راننده ویتنامی بلافاصله در محل حادثه آن را تعمیر کرد.
ساعت ۱۰:۳۰ در ۱۱ ژوئن، ستون وی  وارد خطوط بریتانیا شد. خودروی تراورس یازده سوراخ گلوله داشت،  که یک کمک فنر از بین رفته بود و ترمزها غیرقابل استفاده بودند.
کونیگ به درجه ژنرال ارتقا یافت و آفریقای شمالی را برای فرماندهی بالاتر و ملاقات مجدد با همسرش ترک کرد. تراورز با رانندگی یک اسلحه ضد تانک خودکششی در لژیون خارجی فرانسه باقی ماند. او بعداً در کمپین ایتالیا و جبهه غربی (در فرانسه و آلمان) خدمت کرد، که طی آن هنگام رانندگی از روی مین زمینی مجروح شد. 

## پس از جنگ
پس از جنگ، وضعیت نظامی او منظم شد. او درخواست داد و رسماً در لژیون خارجی به بادرجه استوار یکم معرفی شد. 
تراورز در هندوچین خدمت می‌کرد. او با استوار یکم، نیکلاس شلگلمیلچ، که در بیر حکیم با تیپ ۱۳ دمی جنگیده بود، ازدواج کرد. در دوران بازنشستگی، آنها در حومه پاریس زندگی می‌کردند. از این زوج دو پسر به یادگار مانده‌است. 
او قبل از نوشتن خاطراتش مایل بود که هیچ فردی در زمان حیات خویش نباشد. سپس در سال ۲۰۰۰، در سن ۹۱ سالگی، با کمک وندی هولدن، زندگی‌نامه خود را با عنوان فردای شجاع بودن: خاطرات تنها زنی که تا به حال در لژیون خارجی فرانسه خدمت کرده‌است، نوشت. (شابک ‎۰۵۵۲۱۴۸۱۴۸). 

## افتخارات
- لژیون دونور
- مدال یادبود جنگ ۱۹۳۹–۱۹۴۵ (فرانسه)
- مدال تحت الحمایه
- نشان افتخار (تونس)
- مدال نظامی

## یادداشت
1. ↑  Travers & Holden 2001.
2. ↑  "Index entry". FreeBMD. ONS. Retrieved 13 June 2022.
3. 1 2 3 4 5 6 7 8  Holden 2009.